# Tina Kunakey
Tina Kunakey Di Vita, née le 5 avril 1997 à Toulouse, est une mannequin française.

## Biographie
Tina Kunakey nait le 5 avril 1997 à Toulouse, d'un père d'origine togolaise né au Maroc, prénommé Robin, et d'une mère sicilienne prénommée Nadia, née Di Vita. Elle a un frère Zakari, né en 2000, une sœur aînée Kassy. 
Son père s'installe en France, il rencontre Nadia à Toulouse, tous les deux tombent amoureux de la côte basque. Après avoir quitté Toulouse et vécu à Barbazan-Debat, près de Tarbes, ils s'installent à Biarritz où Tina passe son enfance jusqu’à ses 15 ans.
Elle étudie au collège Saint Thomas d’Aquin de Saint-Jean-de-Luz, puis au lycée Victor-Louis de Talence, mais également au lycée André-Malraux de Biarritz, puis au lycée français de Madrid. 
Tina Kunakey part vivre à Madrid et signe un contrat avec l'agence de mannequin Mad Models Management. Après un passage à Londres au sein de l'agence SUPA Model Management, elle intègre l'agence new-yorkaise IMG Models.
En 2016, elle fait une apparition dans le clip Danjé du chanteur de reggae dancehall Kalash, et de même pour l'album My Way de M. Pokora, Tina Kunakey joue dans le clip Belinda au côté du chanteur. La même année, elle joue dans le clip d'ASAP Mob avec Saïd Taghmaoui et Asap Rocky intitulé Money Man.

## Vie privée
En couple, à partir de 2015, avec l'acteur Vincent Cassel,, elle l'épouse le 24 août 2018 à Bidart dans les Pyrénées-Atlantiques. Ils ont une fille, prénommée Amazonie, née le 19 avril 2019. Le couple se sépare en août 2023.